# Os Bossa Nova
Os Bossa Nova é álbum feito em parceria entre os músicos Marcos Valle, João Donato, Roberto Menescal e Carlos Lyra de Bossa nova lançado em 2008 pela gravadora Biscoito Fino. O álbum foi relançado em 2018 também pela gravadora Biscoito Fino.

## Produção
O disco foi produzido em 2008, marcando um encontro até então inédito entre os músicos para comemoração dos 50 anos da Bossa Nova.
Em 2018, em entrevista para a Folha de S.Paulo o músico Roberto Menescal disse que "havia um desejo pro parte dos músicos em comemorar os 60 anos do gênero musical, voltar ao estúdio e gravar mais músicas." Menescal acrescentou que "Mas a impossibilidade de conciliar as agendas impediu que um show fosse realizado." 

## Faixas

### 2008
Compõem o álbum as faixas:
| N.º | Título                                           | Duração |  |
| 1.  | "Samba Do Carioca"                               | 2:52    |  |
| 2.  | "Teresa Da Praia"                                | 3:24    |  |
| 3.  | "Até O Fim"                                      | 5:36    |  |
| 4.  | "De Um Jeito Diferente"                          | 4:08    |  |
| 5.  | "Sextante"                                       | 2:07    |  |
| 6.  | "Gente"                                          | 1:47    |  |
| 7.  | "Vagamente"                                      | 4:16    |  |
| 8.  | "A Cara Do Rio"                                  | 3:42    |  |
| 9.  | "Bewitched / Esse Seu Olhar / Só Em Teus Braços" | 2:22    |  |
| 10. | "Ciume"                                          | 2:05    |  |
| 11. | "Entardecendo"                                   | 4:47    |  |
| 12. | "Balansamba"                                     | 1:30    |  |
| 13. | "Até Quem Sabe"                                  | 4:33    |  |
| 14. | "Bossa Entre Amigos"                             | 2:55    |  |

### 2018
compõem o disco as faixas:
| N.º | Título                                           | Duração |  |
| 1.  | "Samba Do Carioca"                               | 2:52    |  |
| 2.  | "Teresa Da Praia"                                | 3:24    |  |
| 3.  | "Até O Fim"                                      | 5:36    |  |
| 4.  | "De Um Jeito Diferente"                          | 4:08    |  |
| 5.  | "Sextante"                                       | 2:07    |  |
| 6.  | "Gente"                                          | 1:47    |  |
| 7.  | "Vagamente"                                      | 4:16    |  |
| 8.  | "A Cara Do Rio"                                  | 3:42    |  |
| 9.  | "Bewitched / Esse Seu Olhar / Só Em Teus Braços" | 2:22    |  |
| 10. | "Ciume"                                          | 2:05    |  |
| 11. | "Entardecendo"                                   | 4:47    |  |
| 12. | "Balansamba"                                     | 1:30    |  |
| 13. | "Até Quem Sabe"                                  | 4:33    |  |
| 14. | "Bossa Entre Amigos"                             | 2:55    |  |
| 15. | "Último aviso"                                   | 3:28    |  |
| 16. | "Sambeando"                                      | 2:24    |  |

## Recepção da crítica
O jornal O Globo, fez crítica positiva ao álbum: "Dez anos separam as duas das originais, e, no entanto, o clima bossa nova se mantém."

Nicolau Souza, do Jornal GGN, fez críticas positivas tanto ao disco quanto aos shows do álbum.